# Can Mas (Riells del Fai)
Can Mas és una masia al poble de Riells del Fai, al terme municipal de Bigues i Riells, al Vallès Oriental. És al sud del poble, en un petit veïnat que forma al voltant de la carretera BV-1483, la que condueix al poble de Riells del Fai, en el seu primer tram, juntament amb Can Boneto i Can Prat. Can Mas és l'única que queda a ponent de la carretera. Rere seu, també a ponent, hi ha el Pla de Can Mas. És una de les masies més antigues i amb caràcter històric del terme. Disposa de capella pròpia, i nombrosos elements arquitectònics que permeten de datar-la al segle xvii, inicialment. Està inclosa en el Catàleg de masies i cases rurals de Bigues i Riells.

## Pla de Can Mas
El Pla de Can Mas, és una plana agrícola a 260 metres d'altitud, a ponent de la masia de Can Mas, a l'esquerra del Tenes.